# Rhinogobius wangchuangensis
Rhinogobius wangchuangensis är en fiskart som beskrevs av Chen, Miller, Wu och Fang 2002. Rhinogobius wangchuangensis ingår i släktet Rhinogobius och familjen smörbultsfiskar. Inga underarter finns listade i Catalogue of Life.